# Maria Jelinek
Maria Jelinek (* 16. November 1942 in Prag) ist eine ehemalige kanadische Eiskunstläuferin, die im Paarlauf startete.
1948 wanderten ihre Eltern mit ihr und ihrem Bruder Otto aus der Tschechoslowakei aus und kamen über die Schweiz nach Oakville, Ontario.
Viermal waren Maria Jelinek und Bruder Otto Jelinek seit 1956 kanadische Vizemeister im Paarlauf hinter Barbara Wagner und Robert Paul geworden, ehe sie nach deren Rücktritt in den Jahren 1961 und 1962 schließlich kanadische Meister wurden. Bereits bei ihrem Weltmeisterschaftsdebüt 1957 in Colorado Springs gewannen sie die Bronzemedaille, die sie im Jahr darauf in Paris verteidigten. 1959 verpassten sie mit dem vierten Platz knapp hinter den US-Amerikanern Nancy und Ronald Ludington eine erneute Medaille. Bei ihren einzigen Olympischen Spielen belegten sie 1960 in Squaw Valley, wie schon bei der Weltmeisterschaft im Vorjahr, den vierten Platz, allerdings diesmal noch knapper hinter den Ludingtons. 1960 in Vancouver wurden die Jelineks Vizeweltmeister hinter ihren Landsleuten Wagner und Paul, bei deren Siegen sie sich bereits 1957 und 1958 auf dem Podium platziert hatten. Maria und Otto Jelinek erlangten Berühmtheit, als sie zu der Weltmeisterschaft 1962 in ihre eigentliche Heimat nach Prag flogen und dort die Goldmedaille im Paarlauf errangen, obwohl sie davor gewarnt worden waren, in die Tschechoslowakei zurückzukehren. Sie waren die ersten, die es schafften, Hebungen mit mehreren Drehungen zu vollziehen.
Nach dem Ende ihrer Amateurkarriere wechselten die Jelineks 1962 zu den Profis und traten bis 1969 in der Eisrevue The Ice Capades auf. Danach beendeten beide das professionelle Eislaufen.

## Ergebnisse

### Paarlauf
(mit Otto Jelinek)
| Wettbewerb / Jahr          | 1956 | 1957 | 1958 | 1959 | 1960 | 1961 | 1962 |
| -------------------------- | ---- | ---- | ---- | ---- | ---- | ---- | ---- |
| Olympische Winterspiele    |      |      |      |      | 4.   |      |      |
| Weltmeisterschaften        |      | 3.   | 3.   | 4.   | 2.   |      | 1.   |
| Kanadische Meisterschaften | 2.   | 2.   | 2.   |      | 2.   | 1.   | 1.   |